# Alicja Lisiecka
Alicja Lisiecka, właściwie Alicja Stefania Lisiecka (ur. 2 września 1931 w Warszawie, zm. 8 maja 2018) – krytyk literacki, historyk literatury, recenzentka, felietonistka.

## Biografia
Alicja Lisiecka była córką Tadeusza i Jadwigi z domu Klotz. Maturę otrzymała w 1948 w Państwowym Gimnazjum Żeńskiego im. Narcyzy Żmichowskiej. W tym samym roku rozpoczęła studia na Uniwersytecie Warszawskim na Wydziale Filologii Polskiej. W czasie studiów pracowała w Redakcji Słownika Polskiego i w „Kurierze Codziennym”. W wieku 19 lat poślubiła Jerzego Tabaczyńskiego, z którym szybko rozwiodła się.
Po studiach pracowała w Instytucie Badań Literackich PAN, gdzie zajmowała się twórczością Cypriana Kamila Norwida (doktorat 1960, habilitacja 1968). Publikowała m.in. w „Nowej Kulturze”, w której była zastępcą redaktora naczelnego Stefana Żółkiewskiego (usunięta z redakcji w 1962), „Trybunie Ludu”, „Odrze”, „Polityce”, „Twórczości”, „Życiu Literackim”, „Wiatrakach”. Była także recenzentką w wydawnictwie „Czytelnik”. W 1961 na łamach „Nowej Kultury” ukazała się jej recenzja książki Jacka Bocheńskiego Boski Juliusz.
W swoim mieszkaniu przy ul. Jezuickiej 6 urządzała słynne na całą Warszawę żurfiksy, na które zapraszała ówczesnych intelektualistów i polityków: Mieczysława Rakowskiego, Artura Starewicza, Beatę Tyszkiewicz, Kazimierza Brandysa. Wyjeżdżała często na Zachód, na stypendia PAN-u, ZLP, rządu francuskiego.

## Nagrody Złotego Lisa
W 1962 ukazał się w tygodniku bydgoskim „Wiatraki” artykuł Alicji Lisieckiej Przyznaję nagrody Złotego Lisa, w którym ogłosiła, że będzie co roku przyznawała osobiste nagrody za najlepsze, jej zdaniem, książki i inne formy twórczości literackiej. Ogłosiła też pierwszą serię wyróżnionych oraz nagrodzonych „Złotym Lisem”:
- w dziale dramatu – Tadeusz Różewicz za całokształt twórczości w latach 1961, 1962
- w dziale prozy – Jacek Bocheński za Boskiego Juliusza
- w dziale poezji – Wisława Szymborska za tom pt. Sól oraz Arnolda Słuckiego za tom pt. Mity na wiosnę
- w dziale satyry – Sławomir Mrożek za całokształt twórczości
- w dziale twórczości dla dzieci – Wiktor Woroszylski za powieść pt. Cyryl – gdzie jesteś?
- w dziale twórczości młodych – Janusz Krasiński za słuchowisko radiowe pt. Bariery dźwięku
- w dziale reportażu – Jerzy Lovell i Barbara Seidler za całokształt twórczości
- w dziale krytyki literackiej zespół redakcyjny „Nowej Kultury” w roku 1961
- w dziale filmu nagradzam – Tadeusz Konwicki za całokształt twórczości
- w dziale publicystyki – Jan Strzelecki za szkice pt. Niepokoje amerykańskie
- w dziale felietonistyki – Jerzy Putrament za pięć felietonów w „Przeglądzie Kulturalnym” od dn. 13.X do 18.XI.

## Na emigracji
W 1969 dostała w Anglii azyl polityczny. 21 i 22 sierpnia 1969 „The Times” opublikował dwuczęściowy wywiad zatytułowany: Uciekła polska pisarka przeprowadzony przez sowietologa Leopolda Łabędzia. Przedrukowany został przez niemiecki „Die Welt” i inne europejskie pisma. Łabędź nazywał ją w nim jednym z najwybitniejszych literackich krytyków PRL-u, porównywał ze Swietłaną Alliłujewą, córką Stalina, która w tym czasie również wybrała wolność.
W Polsce, pomimo otaczającej ją zawiści i niechęci, Alicja Lisiecka osiągnęła spory sukces. Na wyjazd za granicę zdecydowała się jednak przede wszystkim z powodów osobistych. W 1965 we Włoszech, na stypendium Ministerstwa Kultury, poznała Tadeusza Nowakowskiego, pisarza, autora Obozu wszystkich świętych, jednego z filarów Wolnej Europy. Mimo że był żonaty i miał dziecko, nie skończyło się to na krótkim romansie. W 1966 przyjechał do niej do Londynu na pogrzeb jej ojca. Komplementował ją w paryskiej „Kulturze” i londyńskich „Wiadomościach”, nazywając „miss ZLP”, „Simone de Beauvoir bez swego Sartre’a”.
Choć romans z Nowakowskim mógł się skończyć dla obywatelki PRL-u procesem o szpiegostwo, straciła dla niego głowę. Był objęty absolutnym cenzorskim zapisem, mimo to napisała o nim tekst, nie wymieniając jego nazwiska, ale dedykując go „T.N.” i cytując duże fragmenty wydawanych na Zachodzie książek Nowakowskiego, bez podania ich tytułów. Wszystkie ówczesne pisma, którym go wysłała, zorientowały się, o kogo chodzi. Wydrukował to, niczego nie podejrzewając, bydgoski tygodnik „Wiatraki” w 1965.
Gdy zjawiła się na Zachodzie, Nowakowski zerwał z nią po ultimatum swojej żony, córki generała Maczka. Razem z Janem Nowakiem, szefem polskiej sekcji Radia Wolna Europa, nie chcieli jednak dopuścić do skandalu, pomogli więc Lisieckiej urządzić się na Zachodzie. Otrzymała bez problemu azyl polityczny, z tym że nie w RFN-ie, ale w Londynie, jak najdalej od Nowakowskiego. W Monachium, po raz pierwszy załamała się nerwowo.
Początkowo dochodziły o Lisieckiej wyłącznie wieści pozytywne, Zachód przyjął ją bardzo przyjaźnie. Współpracowała z Radiem Wolna Europa i z pismami emigracyjnymi, prowadziła zajęcia na jednym z londyńskich uniwersytetów, otrzymała stypendium Kongresu Wolności Kultury, połowę typowego angielskiego domku i azylowy zasiłek.
Wydała napisaną jeszcze w Polsce książkę o Norwidzie Norwid – poeta historii, za którą otrzymała Nagrodę Kościelskich, a także trzy nowe. Kto jest „Księciem poetów”? , czyli Rzecz o Adamie Czerniawskim i innych, Przewodnik po literaturze krajowej oraz Mandaryni i gryzipiórki o mechanizmach rządzących peerelowską kulturą oraz jej sternikach – partii i SB, czytanych przez Wolną Europę w cyklu „Na czerwonym indeksie”.
Mimo początkowych sukcesów nie czuła się dobrze na emigracji. Londyn, był matecznikiem starej emigracji, która nie miała do niej zaufania. Podejrzewano ją o współpracę ze służbami PRL, traktowano jako „Alicję z krainy Moczarów”, a jej ucieczkę z PRL-u uważała za ukartowaną prowokację. W Londynie przeszła kolejne załamanie nerwowe. Wyskoczyła z okna i trafiła do szpitala psychiatrycznego.
Nie chciała umierać na emigracji. Wierzyła, że tylko w kraju, gdzie miała matkę, ciągle jeszcze kilku przyjaciół, kawiarnie, wróci do zdrowia. Od razu więc po wyjściu ze szpitala psychiatrycznego i trzeciej, nieudanej operacji ortopedycznej, już pod koniec roku 1973 zaczęła starać się o powrót do kraju. Dopiero w 1985, po 12 latach starań, Czesław Kiszczak wydał zgodę na jej powrót, pod warunkiem pokajania się i przygotowania serii krytycznych artykułów o emigracji.

## Powrót do Polski
Przyleciała we wrześniu 1985 i zamieszkała z matką. Na przełomie roku 1987/1988 w piśmie „Rzeczywistość” ukazał się jej autobiograficzny cykl „Azyl polityczny”, w którym opisała, że została zwabiona do Monachium przez agentów CIA: Tadeusza Nowakowskiego i Jana Nowaka-Jeziorańskiego, że była werbowana do CIA, aby informowała o PRL-u, a gdy odmówiła, nie dostała etatu w Wolej Europie. Pisała, że wyrzucono ją z okna i umieszczono w szpitalu psychiatrycznym, gdzie była tumaniona specjalnymi zastrzykami, a do śmierci nie dopuściła ekipa generała Jaruzelskiego. Wiele osób ją usprawiedliwiało i nie wierzyło w te wymuszone brednie.
Alicja Lisiecka nie miała emerytury ani renty, sprzedawała ostatnie funty, odłożone ze swego azylowego zasiłku. Utworzony po 13 grudnia Związek Literatów odmówił jej przyjęcia. Dzięki Władysławowi Machejkowi została przyjęta do krakowskiego oddział ZLP. Dopiero wtedy, mimo braku wymaganego wieku, lat pracy, ZUS przyznał jej najniższą emeryturę. Do warszawskiego oddziału przeszła dopiero w 1987.
Radziła sobie z coraz większym trudem, żyła w bałaganie i zaniedbaniu. Sąsiedzi, razem z opieką społeczną doprowadzili do sądowej rozprawy i uznania Alicji Lisieckiej za zagrażającą ich bezpieczeństwu. Wiosną 2012 została umieszczona w zakładzie dla nerwowo i psychicznie chorych.

## Pod kontrolą
Alicja Lisiecka znajdowała się pod kontrolą tajnych służb już od lat 50. Jej ojciec, Tadeusz Lisiecki, był absolwentem szkoły dyplomatycznej w Paryżu, przed wojną urzędnikiem działu szyfrów MSZ, później członkiem gabinetu ministra Becka, konsulem w Szwajcarii i Francji. Po wojnie został w Londynie, gdzie współpracował z generałem Andersem. Ze względu na ojca miała trudności, aby dostać się na drugi, magisterski poziom studiów. Pomógł jej w tym Stefan Żółkiewski, do 1968 członek KC. Załatwił jej też stypendium habilitacyjne i posadę w Instytucie Badań Literackich. Już na polonistyce wstąpiła do ZMP, a wkrótce do partii, gdzie, jak zawsze, wybijała się i wyróżniała. Gdy poprosiła o azyl w 1969, została „figurantką” SOR-u, sprawy operacyjnego rozpracowania o kryptonimie „Polonistka”. Przez cały okres na emigracji była pod stałą kontrolą służb.

## Twórczość
- W krainie czarów: Szkice literackie (1961)
- Pokolenie „pryszczatych” (1964)
- Prognoza pogody (1966)
- Mandaryni i gryzipiórki (1973)
- Norwid – poeta historii (1973)
- Przewodnik po literaturze krajowej (1975)
- Kto jest „Księciem poetów”? , czyli Rzecz o Adamie Czerniawskim i innych (1979)